# فرانک سیناترا جونیور
فرانک سیناترا جونیور (به انگلیسی: .Frank Sinatra Jr) (زادهٔ ۱۰ ژانویهٔ ۱۹۴۴ – درگذشتهٔ ۱۶ مارس ۲۰۱۶) خواننده، ترانه‌سرا، و بازیگر آمریکایی بود. او فرزند فرانک سیناترا و برادر نانسی سیناترا و تینا سیناترا بود.
از فیلم‌های معروف او می‌توان به بازی در دنیای باحال و جنایت در هالیوود اشاره کرد.
فرانک سیناترا سال ۱۳۵۴ در ایران استان تهران کنسرت برگزار کرد.